# Belvosia australis
Belvosia australis är en tvåvingeart som beskrevs av Aldrich 1928. Belvosia australis ingår i släktet Belvosia och familjen parasitflugor. Inga underarter finns listade i Catalogue of Life.